# 石田治子
石田 治子（いしだ はるこ、本名：岡本 治子、1945年〈昭和20年〉11月16日 - ）は、日本の元フィギュアスケート選手並びに指導者。妹は歌手・女優いしだあゆみ、石田ゆり（作詞家なかにし礼の夫人）。

## 経歴・人物
大阪府池田市出身。大阪教育大学附属池田小学校、相愛中学校・高等学校、同志社大学卒業。
母が大阪市北区の「梅田スポーツガーデン」（梅田阪急スケートリンク、跡地は現・阪急電鉄本社ビル）内で喫茶店を経営していたのをきっかけに附属池田小3年生からスケートを始め、田中鉄太郎、稲田悦子に指導を受けた。
大学在学中の日本選手権3位で1968年グルノーブルオリンピック女子シングル日本代表として出場し、26位だった。大学卒業後の1968年に引退し、指導者としては、小林れい子、青谷いずみ、柏原由起子等を育てた。一時期コーチ業から離れるも、浜田美栄に要請され宮原知子らの指導をした。
いしだあゆみと石田ゆり（なかにし礼夫人）はともに治子の実妹でフィギュアスケートを習っていた。また治子の実子は松雪可奈子（まつゆき かなこ）の芸名で宝塚歌劇団に在籍していた（1995年入団・1999年退団、雪組娘役）ことも知られる。
妹婿なかにし礼の小説『てるてる坊主の照子さん』に春子として登場。2002年（平成15年）の舞台化では宮崎優子が、2003年にNHK（日本放送協会）朝ドラ（連続テレビ小説）でテレビドラマ化の『てるてる家族』では紺野まひるが演じている。また、同番組では紺野のスケート指導も担当した。紺野と松雪とは歌劇団・雪組の1期違い（松雪が先輩）にあたる。

## 主な戦績
| 大会/年      | 1964-65 | 1965-66 | 1966-67 | 1967-68 |
| ------------ | ------- | ------- | ------- | ------- |
| オリンピック |         |         |         | 26      |
| 世界選手権   |         |         |         | 19      |
| 全日本選手権 | 4       | 3       | 4       | 3       |